# Raúl Ruidíaz
 Der er for få eller ingen kildehenvisninger i denne artikel, hvilket er et problem. Du kan hjælpe ved at angive troværdige kilder til de påstande, som fremføres i artiklen.

Raúl Mario Ruidíaz Misitich (født 25. juli 1990) er en peruviansk fodboldspiller.

## Karriere
I 2008 spillede Ruidíaz i Universitario ungdomshold, América Cochahuayco. I 2009 blev han forfremmet til Universitario førstehold og scorede tre mål i syv kampe. Han vandt også sin første nationale titel med Universitario de Deportes.